# Бутени (Клуж)
Бутени (рум. Buteni) насеље је у Румунији у округу Клуж у општини Маргау. Oпштина се налази на надморској висини од 636 m.

## Становништво
Према подацима из 2002. године у насељу је живело 86 становника, од којих су сви румунске националности.